# Megatropis formosana
Megatropis formosana är en insektsart som först beskrevs av Matsumura 1914.  Megatropis formosana ingår i släktet Megatropis och familjen Derbidae. Inga underarter finns listade i Catalogue of Life.